# Berolle
Berolle is een gemeente en plaats in het Zwitserse kanton Vaud en maakt sinds 2008 deel uit van het district Morges. Voor 1 januari 2008 maakte de gemeente deel uit van het toen opgeheven district Aubonne.
Berolle telt 235 inwoners.